# Демон и Тамара

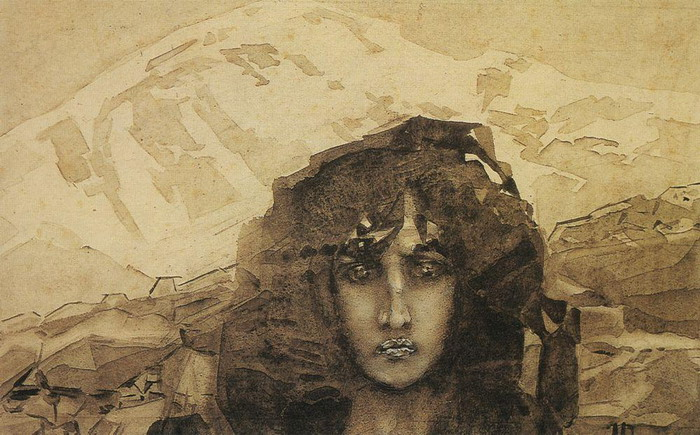
Демон на фоне гор. 1891. Бумага, чёрная акварель, белила. Киевский национальный музей русского искусства

«Демон и Тамара», или «Люби меня!», — иллюстрация русского художника Михаила Врубеля к поэме М. Ю. Лермонтова «Демон». Иллюстрация была создана в 1891 году и в настоящее время хранится в Государственной Третьяковской галерее в Москве.

## Описание
Иллюстрация выполнена на коричневой бумаге размером 66,8 х 50 см итальянским (угольным) карандашом, чёрной акварелью и белилами.
Рисунок иллюстрирует сцену одного из роковых свиданий Демона и Тамары в монастырской келье:
Я опущусь на дно морское,

Я полечу за облака,

Я дам тебе все, все земное —

Люби меня!..

## История создания
В 1891 году Михаил Врубель выполнил десятки иллюстраций к юбилейному изданию сочинений М. Ю. Лермонтова под редакцией издателя Петра Петровича Кончаловского (старшего).
Из 36 рисунков, которые создал Врубель в рамках этого заказа, 20 вошло в издание типографии И. Н. Кушнарева, из них 11 рисунков иллюстрировали «Демона». Издательство декларировало цель — «сделать это издание по возможности характерным и самостоятельным в художественном отношении… Мы искали в рисунках не шаблонных иллюстраций по заказу, по большей части сухих, однообразных и скучных, а искали в них характера, жизни, словом сколько-нибудь художественного произведения».
Слава открытия таланта иллюстратора у Врубеля принадлежит П. П. Кончаловскому, который отвечал за иллюстрации издания. Среди опытных иллюстраторов, привлечённых к работе, было всего четыре молодых художника — Серов В. А., Коровин К. А., Пастернак Л. О. и Врубель. По воспоминаниям сына Кончаловского первым из молодых художников его отец пригласил Пастернака. Пастернак посоветовал Кончаловскому привлечь для иллюстраций «Демона» В. А. Серова. Серов согласился выполнить задание, но посоветовал Кончаловскому привлечь к работе над «Демоном» Врубеля, так как он давно трудился над образом Демона и Серов об этом знал.
Врубель принёс свой рисунок Демона на фоне Казбека — он настолько понравился Кончаловскому, что тот снял для Врубеля комнату под своей квартирой и художник бывал у Кончаловского ежедневно в течение года работы над иллюстрациями. Большинству критиков рисунки Врубеля не нравились, Кончаловскому приходилось их яростно отстаивать перед издателями.
Этому рисунку, предшествовали два других, — первым рисунком Врубель был так недоволен, что отрезал и уничтожил правую половину с Демоном, а левую половину (с Тамарой) Кончаловским удалось у него отобрать и спасти. Врубель принялся развивать тему на втором рисунке, — убрал стену слева от Тамары, убрал чонгури и икону, но сохранил почти без изменения окно, в которое видно звёздное небо.

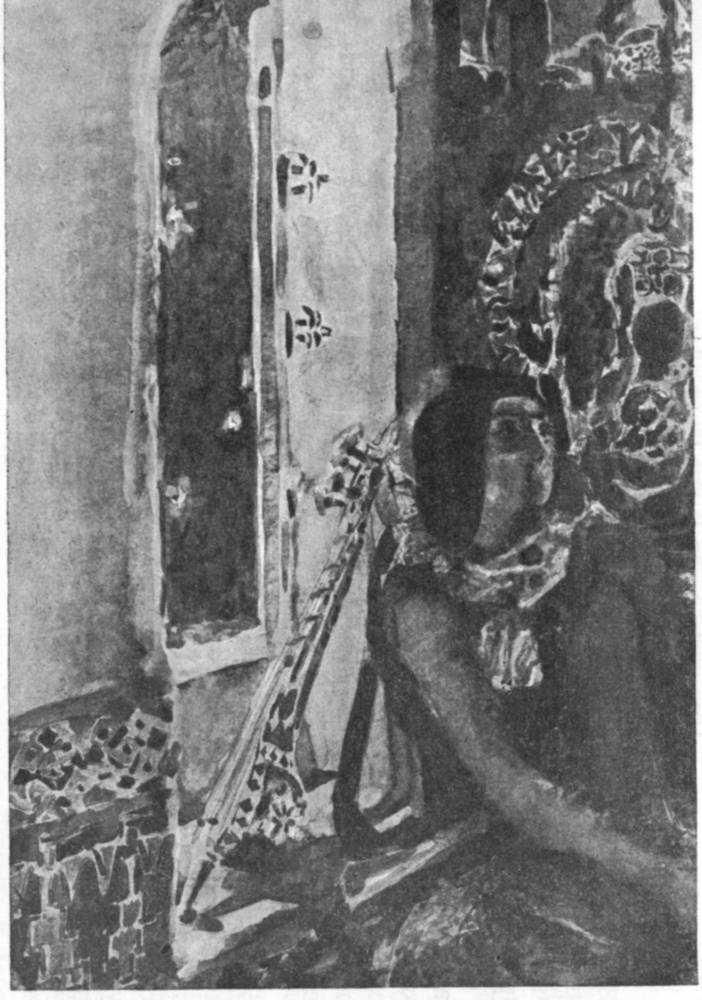
Тамара и демон. 1890. Бумага, акварель. Частная коллекция, Москва. Фигура Демона отрезана Врубелем
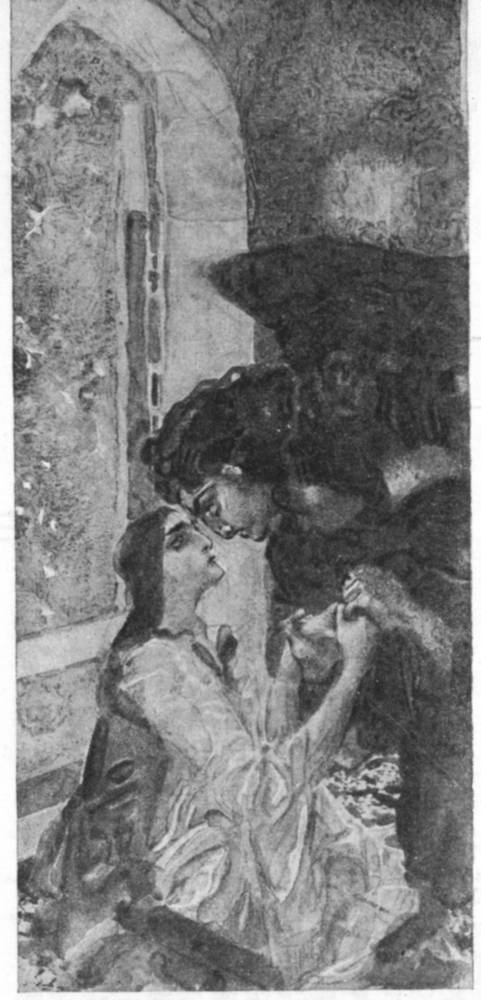
Тамара и демон. 1890. Бумага, акварель. Государственная Третьяковская галерея, Москва

Врубель опять остался недоволен и разорвал рисунок, но сын Кончаловского подобрал рисунок и склеил, увидев это, Врубель надписал рисунок в правом углу — «Пете Кончаловскому». Надпись впоследствии кто-то пытался стереть. И, наконец, Врубель создал третий вариант сцены, которая собственно и вошла в издание Кушнерева.